# Jacintha Saldanha
Pour les articles homonymes, voir Saldanha et Saldanha (homonymie).
Jacintha Saldanha, née le 24 mars 1966 à Shirva (en) (Inde) et morte le 7 décembre 2012 à Londres (Angleterre), est une infirmière d'origine indienne travaillant au King Edward VII's Hospital (en) à Londres. 
Elle est connue pour avoir été victime d'un canular téléphonique impliquant deux animateurs australiens et qui a conduit à son suicide.

## Biographie
Originaire de l'État du Karnataka, Jacintha Saldanha vit plusieurs années au sultanat d'Oman avant de s'installer au Royaume-Uni en 2002. 
Elle travaille comme infirmière au King Edward VII's Hospital (en), où elle résidait temporairement dans les logements du personnel. Elle est mariée à Benedict Barboza et mère de deux enfants.

## Le canular téléphonique
Le 4 décembre 2012, deux animateurs de la radio australienne 2Day FM (en), Mel Greig (en) et Michael « Mike » Christian (en), appellent l'hôpital en se faisant passer pour la reine Élisabeth II et le prince Charles, afin d'obtenir des informations sur l'état de santé de Catherine, princesse de Galles, alors enceinte. Jacintha Saldanha, pensant parler à des membres de la famille royale, transfère l'appel à une collègue qui communique des détails médicaux.
L'appel est diffusé à l'antenne, provoquant une vive polémique. Trois jours plus tard, Jacintha Saldanha est retrouvée pendue dans ses quartiers à l'hôpital. Elle avait laissé trois lettres manuscrites, dont une attribuait la responsabilité de son geste aux animateurs australiens.

## Réactions et conséquences
La tragédie a suscité une émotion internationale. Le prince William a adressé une lettre de condoléances à la famille, saluant le professionnalisme de Jacintha.
La radio 2Day FM (en) a suspendu les animateurs et versé 500 000 dollars australiens à la famille de la victime.